# Fondo musicale Rospigliosi
Il Fondo musicale Rospigliosi è una collezione sette-ottocentesca di musica manoscritta, a stampa, di metodi e di libri di argomento musicale conservata in due istituzioni pistoiesi, l'Archivio Capitolare e la Biblioteca Forteguerriana di Pistoia.

## Storia
Il fondo è stato per lo più raccolto e ordinato da Giovan Carlo Rospigliosi (1823-1908), discendente di un ramo della famiglia di papa Clemente IX (Giulio Rospigliosi, 1600-1669). Giovan Carlo si dilettava di canto (aveva una voce baritonale), e obbedendo alla tendenza della cultura alto-borghese ottocentesca di rifornire le biblioteche private di musiche da eseguire nei colti salotti, acquisì e commissionò vari pezzi musicali (soprattutto canori) per animare le serate mondane dei suoi palazzi (quello di via Ripa del Sale a Pistoia, e le ville di Candeglia a Spicchio e di Gello).

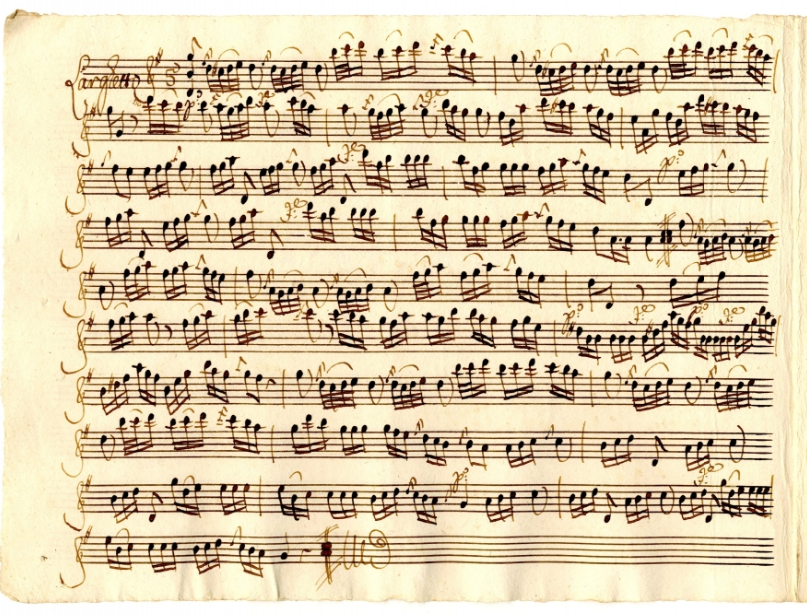
Pagina manoscritta di una sonata a due violini di Niccolò Jommelli conservata nel Fondo Rospigliosi dell'Archivio Capitolare di Pistoia.

Collezionò anche numerosi libretti, arie singole e opere complete per canto e pianoforte, tratte dalle rappresentazioni del Teatro dei Risvegliati, di cui era un abbonato. Il suo posseduto musicale si ampliò quando integrò l'immenso patrimonio della sua famiglia, che fu una delle più prodighe mecenati di Pistoia dal 1635 in poi. La cospicua raccolta, tenuta ordinata (esistono tre accurati inventari redatti da Giovan Carlo) rimase proprietà degli eredi Rospigliosi fino agli anni '70 del Novecento, quando il sacerdote pistoiese Umberto Pineschi convinse Clemente Rospigliosi a donare le carte più antiche all'Archivio Capitolare. Lo stesso Clemente, successivamente (nel 1982), decise di donare il resto al Comune di Pistoia, che tutt'oggi lo conserva alla Biblioteca Forteguerriana.

## Descrizione
In tutto, il fondo consta di 4668 unità: 4116 sono alla Forteguerriana, 552 all'Archivio Capitolare. Gli oggetti più antichi, manoscritti, risalgono al mecenatismo dei Rospigliosi, con molte musiche di compositori attivi nel Settecento, sia a livello locale tra Pistoia, Pisa e Firenze (per esempio Giovan Gualberto Brunetti, Charles-Antoine Campion, Giuseppe Gherardeschi, Christian Joseph Lidarti) sia a livello nazionale (come Giovanni Battista Sammartini, Niccolò Jommelli e Giuseppe Farinelli), in gran parte conservati oggi all'Archivio Capitolare per la loro natura prevalentemente sacra. Alla Forteguerriana rimane però il manoscritto dell'Ercole in Tebe di Jacopo Melani del 1661 di origine teatrale. Lo zoccolo duro della collezione si basa sulle acquisizioni ottocentesche di Giovan Carlo, ed è costituito da alcune arie composte per lui dal canzonista locale Raffaello Bertini (di cui la Forteguerriana conserva i manoscritti); da numerosi libretti d'opera (di quasi tutti gli autori rappresentati a Pistoia dal 1868 al 1902, da Rossini a Mabellini, da Mercadante a Massenet, da Pacini a Gounod, da Meyerbeer a Bellini, da Donizetti a Bizet, da Auber a Verdi, autore verso cui Giovan Carlo provò una forte affinità risorgimentale); da edizioni stampate di arie canore (adatte alla estensione baritonale di Giovan Carlo ma anche per altri tipi di voce) tratte da miscellanee e raccolte coeve, spesso con accompagnamento del pianoforte; da intere opere liriche ottocentesche ridotte per canto e pianoforte (libretti, pezzi canori e opere ridotte sono alla Forteguerriana); e da pubblicazioni di argomento musicale (oggi all'Archivio Capitolare), come trattati dei teorici otto-novecenteschi (di, per esempio, Abramo Basevi e Riccardo Gandolfi) ed epistolari e scritti di compositori (per esempio lettere di Bellini in un'edizione del 1882, e le Memorie artistiche di Pacini pubblicate tra il 1865 e il 1872).